# Eliot Fisk
Eliot Hamilton Fisk (10 d'agost de 1954) és un guitarrista clàssic estatunidenc, conegut per ser un dels intèrprets de guitarra més innovadors i virtuosos del món. Estudiant de la prestigiosa Juilliard School de Nova York, Fisk va ser l'últim deixeble directe d'Andrés Segovia, una de les figures més influents en la història de la guitarra clàssica.
Al llarg de la seva carrera, Fisk ha destacat per expandir el repertori de la guitarra clàssica, transcrivint obres de grans compositors com Bach, Scarlatti i Paganini per a guitarra, així com per interpretar composicions contemporànies. El seu treball no es limita a la música clàssica, sinó que ha col·laborat amb músics de jazz, flamenc i altres gèneres.
És conegut per la seva tècnica impecable, energia i passió en les seves actuacions, que sovint sorprenen i emocionen el públic. Fisk ha rebut elogis de la crítica mundial per la seva habilitat per transmetre una gran emotivitat a través del seu instrument.
A més de la seva carrera com a intèrpret, és un destacat pedagog. És professor a la New England Conservatory de Boston i a la Universitat Mozarteum de Salzburg, Àustria, on ha format moltes generacions de guitarristes.
Fisk és admirat tant per la seva innovació musical com per la seva dedicació a l'art de la guitarra, sent una figura essencial en el panorama guitarrístic contemporani.

## Carrera musical

### Educació i ensenyament
En 1989 Fisk es va convertir en professor en la Universitat Mozarteum de Salzburg a Àustria i en 1996 en el Conservatori de Música de Nova Anglaterra a Boston. Va crear el Boston GuitarFest i actualment és el seu director artístic.

### Trajectòria musical
En 2022 es va presentar com a solista en el Centre Nacional de les Arts i el Complex Cultural Els Pins a la Ciutat de Mèxic en l'estrena de “Concert per a guitarra i orquestra”, composició que va crear i li va dedicar el guitarrista Giovanni Piacentini.

### Transcripcions, comissions.
Fisk ha augmentat la quantitat de material disponible per als guitarristes clàssics transcrivint música escrita per a altres instruments. Aquest repertori inclou transcripcions de Bach, Scarlatti, Paganini, Mendelssohn, Mozart, Haydn i Schubert, entre d'altres.
La seva transcripció dels 24 Capritxos del violinista Niccolò Paganini va ser un èxit. A petició de Segòvia, Fisk va col·laborar amb Ernesto Halffter en el seu concert per a guitarra i orquestra, que va ser interpretat amb l'Orquestra Nacional d'Espanya i després convertit en àlbum. En 1987 va gravar Mountain Songs de Robert Beaser en conjunt amb la flautista Paula Robinson, àlbum que va ser nominat a un premi Grammy.

### Premis i honors
- Primer lloc, Concurs Internacional de Guitarra, Gargnano, Itàlia (1980)
- Nominació al premi Grammy, Mountain Songs (1987)
- Gran Cruz d'Isabel la Cátolica, per la seva contribució a la música espanyola (2006)
- Professor de l'any, Conservatori de Nova Anglaterra (2010)
- Millor guitarrista clàssic, enquesta de lectors de la revista Guitar Player